# Planet Minigolf
Planet Minigolf è un videogioco di minigolf che è stato pubblicato il 1º giugno 2010 per PlayStation 3 sul servizio online PlayStation Network

## Modalità di gioco
Il gioco si snoda attraverso 144 buche divise in quattro località esotiche, quali:
- Covo del Bucaniere
- Soho
- Stazione Polare
- Valle Antica

Per ciascuna località ci sono determinati livelli di difficoltà: Riscaldamento , Professionale , Estremo e Pazzo. Ciascun livello, di difficoltà crescente, comprende 9 buche, che devono essere completate con un punteggio favorevole per passare al livello successivo. Il gioco prevede inoltre l'utilizzo di determinati potenziamenti, reperibili sul percorso stesso, che sono in grado di cambiare forma o consistenza della pallina.

### Singolo giocatore
Ci sono 5 personaggi preimpostati che è possibile scegliere liberamente: Judy , Honey , Katie , Bruce e Brian.
Il giocatore è portato a sceglierne uno che sarà volto a rappresentarlo. Sotto questo aspetto, è possibile modificare il proprio personaggio in base alle possibilità e alle preferenze in modo totalmente libero. Tuttavia, gran parte degli oggetti o vestiti volti alla personalizzazione del proprio personaggio, sono bloccati da dei lucchetti di tre colorazioni: Bronzo , Argento ed Oro. Completando i percorsi in singolo giocatore, infatti, si potranno guadagnare differenti chiavi, in base al livello di difficoltà scelto.

### Multigiocatore
Ogni buca e percorso possono essere giocati in modalità multigiocatore, sia in locale che online. Si possono annoverare diverse modalità di gioco:
- Testa a testa - Si affrontano due giocatori
- In solitaria - Predisposta per 4 persone, ognuna per conto proprio.
- Doppio - Sfida 2 contro 2
- Squadre - Sfida 3 contro 3

Vengono inoltre organizzati settimanalmente tornei mondiali, accessibili dal gioco stesso nella sezione Singolo giocatore.

## Editor
Planet Minigolf permette di creare delle proprie piste personalizzate che potranno essere, su decisione dell'utente, di essere condivise su internet insieme agli altri giocatori. Si possono creare
sia buche personalizzate che interi percorsi; il gioco prevede inoltre un sistema di punteggi volti a dare dei voti alle buche personalizzate.

## Sviluppo
Nell'ottobre del 2009, Planet Minigolf è stato annunciato sul PlayStation Blog, come esclusiva PlayStation 3. A marzo 2010 è stato confermato che Planet Minigolf sarà completamente compatibile con PlayStation Move di Sony.